# Jean-Baptiste Gresset
Jean-Baptiste Louis Gresset, född 29 augusti 1709 i Amiens, död där 16 juni 1777, var en fransk skald.

## Biografi
Gresset uppfostrades hos jesuiterna och inträdde 1726 som novis i denna orden. År 1731 utgav han sin första diktsamling och 1734 sin mest berömda dikt, Vert-Vert, histoire d'un perroquet de Nevers. Det är en synnerligen kvick och elegant satir, som skildrar hur en papegoja, som vuxit upp bland nunnorna i ett kloster och bland dem lärt idel böner och fromma talesätt, blir så berömd, att nunnorna i ett annat kloster ber att få låna den. På resan kommer den emellertid i dåligt sällskap och lär sig matrosernas eder och plumpa uttryck. Naturligen uppväcker den stor förargelse, när den vid framkomsten frampladdrar sin nyförvärvade lärdom. Poemets två sista sånger, senare tillagda, finns inte längre, emedan Gresset brände upp dem. 
Hans conte Le lutrin vivant och hans épitre La chartreuse hade till följd, att han 1735 uteslöts ur jesuitorden. Gresset blev då en omtyckt världsman, som spelade en roll i Paris salonger. Han försökte sig i tragedin med Édouard III (1740), men utan framgång. Bättre lycka gjorde hans lustspel Sidney (1745), Les bourgeois (1747), Les parvenus (1748) och framförallt Le méchant (1747), som är hans mästerverk. Styckets hjälte är en av tidens egoistiska och korrumperade "rouéer", som roar sig med att förtala damerna i sin omgivning. Gressets rykte var synnerligen stort. År 1748 utnämndes han till medlem av Franska akademien. 
År 1749 återvände Gresset till sin födelsestad, gifte sig och grundade där 1750 en akademi för vetenskap, diktning och konst. Vid denna tid blev han religiös, ångrade sina ungdomsdikter och fördömde 1756 i ett öppet brev sina poetiska ungdomssynder. Detta upptogs gynnsamt på högre ort. Han utnämndes till akademiens direktör, lyckönskade 1774 i akademiens namn Ludvig XVI till hans tronbestigning och adlades. Hans lätta talang, fina observation och eleganta kvickhet gör honom till en av 1700-talets mest älskvärda författare. Hans Œuvres complètes är utgivna av Antoine Augustin Renouard i 3 band 1811, Poésies inédites av Victor de Beauvillé 1863 och Poésies choisies av Léopold Derôme 1883.